# Napadé
Napadé est une commune située dans le département de Soudougui de la province de Koulpélogo dans la région du Centre-Est au Burkina Faso.

## Démographie
| 2003  | 2006  | 2012 |
| ----- | ----- | ---- |
| 2 804 | 2 434 | -    |

## Santé et éducation
Le centre de soins le plus proche de Napadé est le centre médical de Soudougui.